# Lepadella koniari
Lepadella koniari is een raderdiertjessoort uit de familie Lepadellidae. De wetenschappelijke naam van deze soort is voor het eerst geldig gepubliceerd in 1955 door Bartoš.